# Liophryne
Liophryne is een geslacht van kikkers uit de familie smalbekkikkers (Microhylidae). De groep werd voor het eerst wetenschappelijk beschreven door George Albert Boulenger in 1897.
Er zijn zeven soorten, inclusief de pas in 2014 beschreven soort Liophryne miniafia. Alle soorten komen voor in Azië en zijn endemisch zijn in Nieuw-Guinea.

## Taxonomie
Geslacht Liophryne
- Soort Liophryne allisoni
- Soort Liophryne dentata
- Soort Liophryne magnitympanum
- Soort Liophryne miniafia
- Soort Liophryne rhododactyla
- Soort Liophryne rubra
- Soort Liophryne schlaginhaufeni
- Soort Liophryne similis

Aphantophryne · 
Asterophrys · 
Austrochaperina · 
Barygenys · 
Callulops · 
Choerophryne · 
Cophixalus · 
Copiula · 
Gastrophrynoides · 
Genyophryne · 
Hylophorbus · 
Liophryne · 
Mantophryne · 
Metamagnusia · 
Oninia · 
Oreophryne · 
Oxydactyla · 
Paedophryne · 
Pseudocallulops · 
Sphenophryne · 
Xenorhina